# Termy Tytusa
Termy Tytusa – nieistniejący obecnie kompleks łaźni publicznych w Rzymie, znajdujący się na południowo-wschodnim stoku wzgórza Oppius, stanowiącego część Eskwilinu.
Termy zostały wzniesione z inicjatywy cesarza Tytusa w miejscu, gdzie wcześniej znajdowało się jedno ze skrzydeł Złotego Domu cesarza Nerona. Oddano je do użytku w 80 roku, wraz ze znajdującym się obok Koloseum. Budowlę usytuowano na planie prostokąta o wymiarach około 105×120 m. Do jej konstrukcji użyto betonu i przypuszczalnie jako pierwsza z budowli tego typu nakryta była sklepieniem krzyżowym. Wnętrze rozplanowane było podobnie jak we wcześniejszych łaźniach rzymskich: po obu stronach wielkiej, centralnej sali rozlokowane były symetrycznie mniejsze pomieszczenia.
Za panowania cesarza Trajana obok łaźni wzniesionych przez Tytusa zbudowano kolejne termy, znacznie przewyższające je rozmiarami.
Termy Tytusa zostały opuszczone pod koniec starożytności i stopniowo popadły w dewastację. Ich ruiny przetrwały do połowy XVI wieku, kiedy to zostały rozebrane.